# A Prometida
A Prometida (em inglês:  The Bride) é um filme dos Estados Unidos e Reino Unido de 1985, nova versão do filme A Noiva de Frankenstein e baseado no livro Frankenstein de Mary Shelley, foi dirigido por Franc Roddam e roteiro de Lloyd Fonvielle.

## Sinopse
O Barão Frankenstein cria uma companheira para sua criatura, mas se apaixona por ela.

## Elenco
- Sting .... Barão Charles Frankenstein
- Jennifer Beals .... Eva
- Anthony Higgins .... Clerval
- Clancy Brown .... Viktor
- David Rapaport .... Rinaldo
- Geradine Page .... Sra. Baumann
- Alexei Sayle .... Magar
- Phil Daniels .... Bela
- Veruschka von Lehndorff .... Condessa
- Quentin Crisp .... Dr. Zalhus
- Cary Elwes .... Capitão Josef Schoden
- Timothy Spall .... Paulus

## Premiações
Framboesa de Ouro
- Recebeu uma indicação na categoria de Pior Atriz (Jennifer Beals).